# プロ野球ファミリースタジアム (MSX2)
『プロ野球ファミリースタジアム ペナントレース』（プロやきゅうファミリースタジアム ペナントレース）は、ナムコ（後のバンダイナムコゲームス）のファミコン用野球ゲーム『プロ野球ファミリースタジアム』をMSX2へ移植・改良したゲームソフトである。発売はファミコン版と同様にナムコであるが、本作においてはコンパイルが開発を担当した。
本項では『ペナントレース』のデモンストレーション版として先行発売された『プロ野球ファミリースタジアム ホームランコンテスト』についても解説する。

## プロ野球ファミリースタジアム ペナントレース
1989年11月21日にナムコより発売。一部の資料では「ペナントレース版」と記載されている場合があるが、タイトルに「版」が付くのは1988年にゲームアーツが発売したPC-88VA版のこと。
ハード機能の制約により左右スクロールができないため飛球が画面の端まで飛ぶと一旦レフト/ライト側に画面が切り替わる方式になっているが、MSX2+で起動した場合はスクロール対応となる。なお、本作と同時期に発売された『激突ペナントレース2』ではハードがMSX2+でなくともソフトウェアで横スクロールに対応させるように改良が施されている。
なお、PCエンジン版『プロ野球ワールドスタジアム』や『プロ野球ファミリースタジアム'88』で導入されているフライやライナーの落球（エラー）は、本作では導入されていない。

### ペナントレース
メインのペナントレースは、18球団からプレイヤーが任意で選択した6球団（球団別にマニュアル操作とCPU操作を選択可能）で5〜200試合を争い優勝を目指すモード。継続はパスワード方式だが、3.5インチFDドライブを搭載または外部接続している場合はFDにデータを保存することができる。

### 登場する球団
プレイヤーが最初から選べるのはジャパン・リーグの1リーグ18球団。

#### NPB加盟チームをモデルとする球団
以下は日本野球機構（NPB）の加盟球団をモデルとする球団である（カッコ内は発売当時の名称）。レイルウェイズやフーズフーズのような連合チームは、本作では編成されていない。
- G：ガイアンツ（読売ジャイアンツ）
- C：カーズ（広島東洋カープ）
- D：ドラサンズ（中日ドラゴンズ）
- S：スパローズ（ヤクルトスワローズ）
- T：タイタンズ（阪神タイガース）
- W：ホイールズ（横浜大洋ホエールズ）
- Bu：バッカルーズ（近鉄バファローズ）
- B：ブラボーズ（オリックス・ブレーブス）[2]
- L：ライオネルズ（西武ライオンズ）
- H：ホーネッツ（福岡ダイエーホークス）[2]
- F：ファイアーズ（日本ハムファイターズ）
- O：オリエンツ（ロッテオリオンズ）

#### その他のプレイヤーが使用可能な球団
- N：ナムコスターズ

ナムコキャラクターで構成される球団。本作ではわるきゆれ、いしたあ、KIなど前述のゲームアーツ版を別にすれば初めて女性選手の入団が解禁される一方、ぴのが登場しない。また、本作では「PAC」「MAPPY」「BOSCO」「WAGAN」のようにアルファベット表記の選手が多くなっている。
- M：メジャーリーガーズ

ファミスタ'87以降、常連となっているMLB選抜チーム。打者・投手とも強力な布陣で他チームを圧倒する。
- OB：オールドボーイズ

PCエンジン版『ワールドスタジアム』に「オールドスターズ」、ファミスタ'89に「プロスターズ」として登場したOB選手のチーム。一部の選手はホームランコンテストにも（元の所属球団扱いで）登場していた。
- A：オールドリームス

PCエンジン版『ワールドスタジアム』から登場している、野球漫画に登場する架空の選手で構成されるチーム。選手データはPCエンジン版とほぼ同じだが、投手枠が増員されている。
- Hz：ひめざんす

シリーズ初となる女性選手のみで構成された球団で、ユニフォームは打者に限りブルマーにサンバイザーを着用している。タイトーの『究極ハリキリスタジアム』には1988年発売の第1作から同趣旨の「チーム・アイドール」が登場しており、同作品のオマージュ的な存在となっている。
- ナムコットシャインズ（Nsチーム）

当時のナムコ社員・役員らしき名前の選手で構成されるチーム。スターティングメンバーが全員、右打ちなのが特徴。4番打者・なかむらは4割・40本をマークする強打者に設定されている。

#### エディットチーム
- E：エディットチーム

『ファミスタ'88』のような能力値の上限はなく『ファミスタ'89』以降と同様、プレイヤーが自由にエディット可能になっている。初期設定の選手名は営団地下鉄（後の東京メトロ）の駅名に由来。なお、エディットチームを作成した場合はナムコスターズが登場しなくなる。

#### スペシャルチーム
以下は、1Pモードで他の17チームに勝利すると登場するCPU専用の隠しチームである。
- Y：ワイタンズ

1987年から長期低迷状態が続いていたタイタンズ（Tチーム）の裏チーム。『ファミスタ'92』のダイナマイツのような黄金時代（1985年）のOBチームではなく発売当時の現役選手（タイタンズと二重登録の場合は別の変名を使用）で構成されているが、打率3割・防御率2点台の選手が多く大幅な能力の底上げが見られる。
- MM：エムマガズ

アスキーが発行していた『MSXマガジン』編集部のオリジナルチーム。当時の編集部員やライターの名前が付いた選手で構成される。
- Ps：パソコンスターズ

本作の発売当時、MSX2に関わっていたハードメーカーや対応ソフトを発売していたソフトメーカー、専門誌などの名前が付いた選手で構成されるチーム。

### 球場
以下の2種類が選べる。どちらも人工芝グラウンドで、グラウンドの広さなどの相違は存在しない。この両球場は、ゲームアーツ版の1作目に登場する球場と全く同じである。
- どーむ - 空気圧式のドーム球場。PCエンジン版のピッカリドームと異なり、屋根に打球が当たるなどの演出は無い。
- あおぞら - 人工芝球場。レフト側に『ディグダグ』のファイガを象ったアドバルーンが打ち上げられている。

## ホームランコンテスト
ファミスタのMSX2版発売は1988年から発表されていたが、開発の大幅な遅延によりデモンストレーションを兼ねる形で1989年4月29日に『プロ野球ファミリースタジアム ホームランコンテスト』が発売された。いわゆる本塁打競争ではなく、打者となって全球団の投手から本塁打を打つか投手となって全球団の打者からアウトを取るかを競うミニゲーム的な内容である。
ソフトは3.5インチFDを採用している。このため、（FDディスクドライブを搭載または外部接続している場合に限ってではあるが）ROMカートリッジのMSX2版「プロ野球ファミリースタジアム ペナントレース」との併用が可能になり、併用した場合はチームデータおよび選手データが強化される、という演出が施された。

### ゲームモード
- 1P BATTER

30名の打者から1名を選び、30名の投手と総当たりで対戦する。1本でも本塁打を打てば勝利となり、次の投手との対戦に移るが三振を取られるか本塁打以外のフェアしか打てなかった場合は敗退となる。
- 1P PITCHER

30名の投手から1名を選び、30名の打者と総当たりで対戦する。ヒットを打たれた場合でも、本塁打を打たれなければ勝利となり、次の打者との対戦に移る。
- 2P VS PLAY

1Pが打者・2Pが投手を選択して対戦する。

### 備考
登場する選手は打者・投手とも30名の合計60名であるが、ナムコスターズの選手は登場していない。また、ひめざんすからは製品版と異なり打者が「あいどる」、投手が「ひめ」と言う架空の選手がエントリーされている。その他、製品版ではオールドボーイズ所属となっている選手が本作では以下のように元の所属チームで分類されている。
- 打者：きんぐ（G）、みすたあ（G）、こうじ（C）など
- 投手：すぐる（G）、そうこん（Bu）など

また、ブラボーズとホーネッツの新ユニフォームは反映されておらず、それぞれ1988年までの阪急・南海時代のユニフォームを基にしたデザインが使用されている。